# Megaman (Marke)
Megaman ist ein Markenname und ein eingetragenes Warenzeichen für Kompaktleuchtstofflampen/KLL (Energiesparlampen) und LED-Lampen. Die Marke wurde seit 1994 von der IDV Import- und Direktvertriebsges.mbH  in Langenselbold aufgebaut. Die Marke gehörte laut Angaben der GfK neben Osram und Philips zu den drei größten Anbietern für Energiesparlampen in Deutschland. Die Lampen werden von dem Partnerunternehmen Neonlite Electronic & Lighting (H.K.) Ltd. in Hongkong entwickelt und im chinesischen Xiamen produziert.
Neonlite übernahm 2001 die von der IDV aufgebaute Marke „Megaman“ für alle Produkte von Neonlite. Die Marke Megaman ist in über 90 Ländern erhältlich.
Unter der Marke Megaman werden ausschließlich energiesparende Lampen (LED und KLL) vertrieben. Im Angebot sind über 300 verschiedene Modelle vertrieben, was nach Unternehmensangaben in Europa marktführend sei. Neben gängigen KLL-Modellen in Röhrenform und Glühlampenform kommen unter der Marke dimmbare Energiesparlampen, eine große Auswahl an Reflektorlampen und besonders kleine Energiesparlampen in den Handel. Bei LED-Produkten hat sich die Marke auf LED-Reflektorlampen für die professionelle Objektbeleuchtung konzentriert. Vertriebskanäle sind der Elektrogroßhandel und der Elektrofacheinzelhandel, Bau- und Verbrauchermärkte, Warenhäuser und der Versandhandel. Für 2007 wurde ein Absatz von mehr als 10 Mio. Lampen gemeldet. 
Qualitative Untersuchungen und vergleichende Bewertungen von Produkten der Marke werden regelmäßig von der Stiftung Warentest und in den „EcoTopTen“-Übersichten des Öko-Institutes in Freiburg vorgenommen.